# Germaine de Foix
Germaine de Foix (ur. 1488, zm. 15 października 1536) – księżniczka francuska z rodu de Foix, od 1505 królowa Aragonii jako druga żona Ferdynanda II Katolickiego (wdowca po Izabeli Kastylijskiej).
Germaine była córką Jana de Foix, wicehrabiego Narbonne, i Marii Orleańskiej. Rodzicami jej ojca byli: Gaston IV de Foix-Grailly i królowa Nawarry – Eleonora I. Rodzicami jej matki byli: Karol Orleański i Maria z Kleves. Jej jedynym wujem (bratem matki) był król Francji Ludwik XII, zaś młodszym bratem, Gaston de Foix, dowódca armii francuskiej z okresu wojen włoskich.

## Królowa Aragonii
Po śmierci swojej pierwszej żony Izabeli, Ferdynand musiał zrzec się władzy w Królestwie Kastylii na rzecz swojego zięcia – Filipa I Pięknego (Habsburga), który od tego momentu rządził w imieniu swojej żony – Joanny Szalonej. Ferdynand sprzeciwiał się polityce zięcia. Aby zapobiec przejęciu przez Filipa również tronu Aragonii, postanowił ponownie się ożenić i spłodzić syna, który w przyszłości zostałby dziedzicem Aragonii, Walencji i Katalonii w Hiszpanii, oraz Królestwa Neapolu, Sycylii i Sardynii na Morzu Śródziemnym.
Germaine była ładna, choć nie piękna. Mimo że była siostrzenicą króla Francji, małżeństwo z nią nie przyczyniło się do trwałego zacieśnienia stosunków między zwaśnionymi sąsiadami. W 1506 roku, po śmierci zięcia, Ferdynand został regentem Kastylii w imieniu swojej niezrównoważonej umysłowo córki. Unia między Kastylią i Aragonią zostałaby rozerwana, gdyby Ferdynand doczekał się z Germaine męskich potomków, którzy odziedziczyliby kraje Korony Aragońskiej, ale nie Kastylii, gdzie pierwszeństwo dziedziczenia mieli synowie Joanny Szalonej. Germaine urodziła Ferdynandowi jednego syna, który żył tylko kilka godzin:
- Juan, książę Aragonii (ur. i zm. 3 maja 1509).

## Dalsze życie
W 1516 Ferdynand zmarł, a Germaine została wdową. Następcą Ferdynanda został jego wnuk Karol z Gandawy, najstarszy syn Filipa i Joanny, późniejszy cesarz. W 1519, w Barcelonie Karol I zaaranżował małżeństwo Germaine z Janem Brandenburskim, kuzynem Joachima I Nestora, elektora Brandenburgii. W 1523 Karol mianował parę wicekrólami Walencji.
Po śmierci Jana w 1526, Germaine poślubiła Fernando (1488–1550), księcia Kalabrii i syna króla Fryderyka IV z Neapolu i jego drugiej żony Izabeli del Balzo. Jej nowy mąż został wicekrólem Walencji. Para patronowała sztuce i muzyce. Germaine zmarła w 1536. Jej mąż dalej piastował stanowisko wicekróla aż do swojej śmierci w 1550.